# Umberto Amaya
Humberto Amaya Luzardo (Arauquita, Arauca. 8 de octubre de 1945), conocido como Umberto Amaya o Umberto-Umberto, es un escritor colombiano, autor de numerosos libros de cuentos, crónicas, relatos y novelas cortas, así como colaborador de varios portales literarios en línea y promotor de la lectura en la región de la Orinoquia. 

## Biografía
Nacido en San Lorenzo de Arauquita, en la frontera entre Colombia y Venezuela, Umberto fue el tercero de seis hijos que tendría su padre, José Antonio Amaya Cancino con Lina Esther Luzardo Machado. 
Su infancia, como lo contaría en su libro El hijo de Lina Luzardo (2019), la pasó en San Lorenzo, en el hogar de sus padres hasta que, a la edad de seis años, él y sus hermanos quedaron huérfanos de madre. Este periodo de tiempo se encuentra marcado por el fenómeno conocido en Colombia como La Violencia, que obligó a su padre y a muchos otros liberales a huir sumándose a las tropas de Guadalupe Salcedo.
A partir de este momento empieza un periodo en la vida de los hermanos Amaya Luzardo que se caracteriza por un continuo deambular, de un domicilio a otro, a través de la frontera colombo-venezolana. Arauquita, La Victoria, Arauca y El Amparo eran poblaciones entre las que los hermanos oscilaban, huyendo del impacto de la guerra o para estar en cercanía de su padre.
Llegado cierto punto, hacia 1953, una relativa estabilización del conflicto permitió el establecimiento de la familia en El Amparo, época de la vida de Amaya llena de contradicciones y detalles pintorescos, según cuenta el autor en el libro ya mencionado. Su padre debía ausentarse constantemente lo que condujo, en parte, a que Umberto llevara una vida de vagabundeo en la que eran constantes los enfrentamientos con los niños del pueblo quienes, influenciados por la xenofobia de los adultos, le desafiaban a pelear continuamente. Ello le empujó a buscar refugio en la compañía de los borrachos del pueblo, de personas que amablemente le daban comida o dinero a cambio de mandados y del cura de la parroquia, de cuya mano, descubrió Amaya el amor por la lectura y, la crónica en especial, que le acompañaría el resto de su vida.
Tenía Umberto once años cuando su familia se trasladó a Bogotá. Allí concluyó sus estudios de primaria y bachillerato y desempeñó todo tipo de oficios; fue soldado, enfermero, mensajero, cobrador y librero, hasta que, a los veintisiete años, desencantado de la vida de la ciudad, muy influenciado por el movimiento hippie de los 60s y 70s, se trasladó a Inírida, capital del Guainía, cuando apenas era un municipio en fundación.
La selva del Guainía, sus gentes y sus ríos ejercieron un fuerte influjo en él, al punto de residir allí por muchos años. Las experiencias que Amaya vivió en esta región y la tradición oral de su población, mayoritariamente indígena, fueron la principal materia prima para elaborar los relatos que se compilaron en su primer libro titulado Bajo el techo de paja (1997). Su actividad literaria la combinó con la publicación de un periódico artesanal llamado El Cronista (es el alma de un pueblo) en el que, con su estilo característico, el autor comentaba los hechos que llamaban la atención del pueblo.
A finales de la década de los noventa, con 55 años, regresó a Arauca capital donde se dedicó inicialmente a la crónica y posteriormente al relato. En 2004 publicó Relato de Pancho Cuevas, su libro más conocido hasta el momento que cuenta ya con siete ediciones.
En la actualidad, Umberto Amaya es uno de los escritores más reconocidos y leídos de los llanos colombo-venezolanos, que ha dedicado su vida, según sus palabras, a la promoción de la lectura, a comprender y hacer suyo el lenguaje de la gente sencilla o neolectores, como él los llama, y a crear grupos de lectores entre personas del campo y la ciudad que por las circunstancias de su vida jamás habían leído antes un libro. Esta labor de 'evangelista de la lectura' es considerada por él como una de sus más grandes aportaciones a nivel cultural al territorio.

## Obra
En la obra literaria de Umberto Amaya Luzardo se pueden identificar tres importantes influencias. En primer lugar, sus experiencias vitales, como niño en los llanos orientales; en su juventud en la gran ciudad y más adelante, como adulto, en las selvas del Escudo Guayanés. En segundo lugar, se encuentra la obra de grandes autores como Miguel Ángel Asturias, Oscar Lewis y Henry Miller y, en tercer, lugar la influencia del movimiento hippie que le llevó a romper lazos con la vida urbana convencional. Esta elección vital se refleja en su producción literaria, que abarca diversos géneros y temáticas vinculadas al llano y la selva colombo-venezolana, donde conjuga elementos de la tradición oral, la crónica periodística y la narrativa de ficción.
Su trabajo se caracteriza por un estilo que fluctúa entre el realismo y la poetización de lo cotidiano, prestando especial atención a las dinámicas sociales, la violencia política y la memoria cultural de las regiones que habita. En sus textos, el autor construye un universo narrativo donde la realidad del conflicto armado, las tradiciones llaneras y las vivencias de la selva se entrelazan con una prosa que oscila entre la crudeza del testimonio y la sensibilidad poética.
Entre sus obras más significativas destaca El Relato de Pancho Cuevas (2004), que explora la memoria y la identidad cultural del llano colombiano. Según la crítica literaria María Adelaida Velosa, el texto funciona como un dispositivo de recuperación de la memoria cultural, destacando su efecto particular en los adultos mayores de la región y su capacidad para evocar las vivencias propias del mundo llanero.

### Publicaciones
- 1997 - Bajo el techo de paja. Cuentos exótico-rústicos. Editor: José Antonio Amaya Tineo.
- 2003 - Crónicas Araucanas. Gobernación de Arauca. Secretaría de Educación.
- 2004 - El Relato de Pancho Cuevas. ARFIO Editores [Sexta Edición, 2009] (ISBN: 978-958-8198-58-3).
- 2016 - Ficciones de Llano y Selva. Editorial El Búho. (ISBN: 978-958-8861-20-3).
- 2016 - Voces Indias: relatos de la Estrella Fluvial del Orinoco. ARFO Editores (ISBN: 978-958-8861-22-7).
- 2018 - Me falta uno. Editorial El Búho. (ISBN: 978-958-9482-92-6).
- 2019 - Alma Llanera. El hijo de Lina Luzardo. Editorial El Búho (ISBN: 978-958-52181-3-0).
- 2020 - Encaramado en las nubes. Editorial El Búho. (ISBN: 978-958-52181-5-4).
- 2022 - La Segunda Herencia. Editorial El Búho (ISBN: 978-628-95025-0-3).